# Xisco Nadal
Pour les articles homonymes, voir Nadal.
Francisco Sebastián Nadal Martorell dit Xisco Nadal est un footballeur espagnol, né le 27 juin 1986 à Palma de Majorque en Espagne. Il évolue au poste d'ailier.

## Biographie
Avec l'équipe d'Espagne des moins de 17 ans, il participe à la Coupe du monde des moins de 17 ans en 2003. Lors du mondial junior organisé en Finlande, il joue cinq matchs. Il marque deux buts, le premier en phase de poule contre la Sierra Leone, et le second en quart face au Portugal. L'Espagne s'incline en finale face au Brésil.
Il dispute un total de 45 matchs en première division espagnole, inscrivant quatre buts, et 114 matchs en deuxième division espagnole, marquant dix buts.
Avec l'équipe de Villarreal, il participe aux compétitions continentales européennes, et dispute un match en Ligue des champions, et quatre en Coupe de l'UEFA.

## Palmarès
- Espagne -17 ans
  - Finaliste de la Coupe du monde des moins de 17 ans en 2003

- Villarreal CF
  - Vainqueur de la Coupe Intertoto en 2003